# Tolibangando
 (décembre 2009).
Si vous disposez d'ouvrages ou d'articles de référence ou si vous connaissez des sites web de qualité traitant du thème abordé ici, merci de compléter l'article en donnant les références utiles à sa vérifiabilité et en les liant à la section « Notes et références ».
Le tolibangando est un langage urbain gabonais né dans les années 1980 , il est majoritairement parlé par les jeunes dans les « mapanes » (quartiers) mais aussi par les adultes. Ce langage tire ses sources des nombreuses langues vernaculaires du pays tels que  : le ipunu, le fang, le myenè mais  également du français, de l’anglais et de l’espagnol. Le nom « Tolibangando » se décompose comme suit « Toli » qui signifie parler, et « Bangando » qui signifie les caïmans en langue ipunu. 
Cet article est un lexique qui a vocation à mettre en place une traduction des mots du "tolibangando".

## Mots commençant par A
```
A1
 : feinte, mensonge, tromperie 

Abana
 : Technique consistant à prendre un taxi sans le payer. Une fois à destination on prend ses jambes à son cou, on « tape abana » 

Adiè
 : je jure

Ambi
 : Produit permettant un éclaircissement de la peau synonyme du mot Kwanza 

Accords du P.K.
 : Célèbre bar librevillois, symbole de l’alcoolisme… 

Accrocheur
 : Un squatteur, 

Acte de naissance
 : Pompe, aide mémoire, Antisèche

Acteur : une personne qui parle beaucoup le plus souvant lors d'un bagarre sans jamais agir.             Awas :
 rumeurs

un faux ndoss) faux bandit
 

Agnangoulé
 : qui ne pardonne pas, fort, intense.  

A guette
 : Ne pas soucier de ce que pense les autres. Faire comme bon nous semble. (être à guette = s'en foutre) 

Allo, Alloboy, Alloman
 : traitre, vendeur 

Ambigüe
 : se dit d'une situation mal embarquée ou une personne étrange 

Ambombolosse
 : Testicule

Attraction
 : mettre la pression à quelqu'un, l'embuscader

Antala
 : demander quelque chose en usant la flatterie

Al-qaida
: gang de voyou, clan
```

## Mots commençant par B
```
Babelles
 : Babouches, sandales 

Babler
 : Cogner 

Badiner
 : S’amuser 

Balancer
 : cascader sur un bus, sur une grande voiture. 

Balara
 : garçon 

Balle
 : monnaie, mais utilisé pour désigner une pièce, en l'occurrence celle de cent francs. 

Ballon d'or
 : grossesse 

Bangando
 : Bandit, délinquant, ou dans une moindre mesure voyou 

Baraque
 : Maison, Lieu d'habitation, Résidence 

Barbie
 : Belle fille à taille fine

Barème
 : le salaire; la paye (ex : le barème est tombé = je/tu viens de toucher ton salaire).  

Barré
 : Expression exprimant le refus, le NON !

Baser
 : Vendre ; 

Baseur
 : vendeur 

Bastille
 : châtiment corporel

Battements
 : Fausses Raisons 

Baïce
 : Bus, Transport en commun

Bax
 :  le problème

Baxer
 : Créer les problèmes 

Baxeur
 : Celui qui créer un problème 

Bazo
 : Pénis 

Beurrer
 : Mentir 

Beach
 : Plage 

Bébé
 : Petit ami; utilisable dans les deux sens aussi bien masculin que féminin 

Bébé Jlo
 : Gros Fessier, synonyme de paquet 

Béco
 : Flirt (nom) 

Bécotage
 : Flirt (action) 

Bectance
 : nourriture 

Becté
 : se dit d'une personne embrouillée, sans âme ou personne atteinte psychologiquement 

Becte, Becto
 : nourriture 

Bédoumes
 : Gros beignets commercialisés au Gabon

Bengs
 : Endroit où l'on consomme de la drogue (cannabis) 

Bèlè
 : Nourriture 

Bèmonvieux
 : chute de cheveux commençant par l'avant 

Berceuse
 : baratin 

Berger de Koulamoutou
 : Chien errant

Beurre
 : Mensonge 

Biboche
 : Bière 

Biffe
 : mangé, nourriture 

Biffer
 : Manger 

Big
 : le gros 

Biggie
 : Personne grosse, désignant en général une personne de sexe féminin 

Bilangom
 : Dictionnaire, lexique 

Bindelle
 : Fille, copine ou petite amie, 

Blazer
 : Crâner

Bleu
 : Le nouveau (personne)

Bleusette
 : La nouvelle (personne)

Bodge
 : Fesses 

Bôler
 : Faire l’amour 

Bouasse
 : Fille facile 

Boutch
 : Chanvre, cannabis

Bouffage
 : Escroquerie

Bouzematte
 : 1- fête, enjaillement. 2- Merde, quelque chose de faux ou de mauvaise qualité 

Bo
 : France 

Bwasse
 : Fille facile

Bim boum bam
 : grande fête, amusement
```

Bonne: c'est une fille dont le corps  est bien développé

## Mots commençant par C
```
Caillasse
 : Argent 

Canda
 : Portefeuilles ou porte-monnaie.

Cass
 : être ivre ou drogué

Cassik
 : le plus grand, plus ancien que soi.

Casser le mbite
 : avoir des rapports sexuels

Clando
 : Transport clandestin parcourant les zones non traversées par les taxis 

Clara
 : se dit d'un garçon faible, frêle ou sans valeur

Chouker
 : poignarder, blesser

Call
 : Téléphone portable, ou appeler

Clope
 : cigarette

Colo-cala
 : Longtemps

Coupage
 : Vol, Prendre de l’argent aux parents à leurs insu

Chewing-gum
 : partie intime féminine 

Chauff
 : le chauffeur (conducteur)

Chouminou-minou
 : la petite amie

Cotelet
 : le petit ami/la petite amie

Cocaïna
 : le chanvre, stupéfiant

Conféradaï
 : confirmer, approuver
```

## Mots commençant par D
```
Daller
 : Manger

Damer
 : S’en foutre, acte sexuel, manger

Daze
 : chaussure

Dech
 : quitte, laisse

Déch-moi!
 : Laisse-moi tranquille!  

Djigué :
 commender,exercersont autorité sur quelqu'un (ex:moi je djigue tout faux ndoss ; moi je commende tout les faux bandit)
[
1
]

Djadji
 : grand-frère

Djizer
 : partir

Dix roues
 : la femme enceinte

Doser
 : Cogner

La daronne
 : la mère

Le daron
 : le père

Drep
 : avoir des rapports sexuels

Djonki
 : le plus grand bandit du quartier, le plus kinda 
.               Don :
 la prison (ex: il est au don : il est en prison)
```

## Mots commençant par E
```
Élément
 : ami, complice 

Exabuser
 : Exagérer, Abuser

Enjailler
 : s'amuser, faire la fête

Ewoh
 : Pour marquer l’étonnement.

Édoungué
 : Un rigolo , un maboule.
```

## Mots commençant par F
```
Faa :
 Disparu
```

```
Fanzangzang
 : 1 milliard de FCFA

Fanlang
 : autre appellation du FCFA

Fap
 : Argent 

Farafina
 : Afrique 

Froisser le fer
 : Déchirer, cartonner, être au top
```

```
Fala
 : la France 

Facop
 : étonnement (ex: je facop: je suis étonné, alternative de je Wanda signifiant je suis dépassé)

Fouata
 : Avoir manqué son coup , être à côté de la plaque.
```

## Mots commençant par G
```
Gamber
 : Voler 

Game
 : console de jeu vidéo, match sportif, bonne musique pour les jeunes
```

```
Gaz ;
Les problèmes, les difficultés, . (Il y a un gaz chez moi = Il y a un problème chez moi, Chacun porte son gaz = Chacun assume ses problème).

Gnama-gnama
 : les adolescents, les enfants.

Go
 : fille

Godé
 (n.m.) : le vin (l'alcool en général)

Gombi
 : téléphone

Give
 : Donner

Groover
 : Faire la fête 

Grossir
 : Engrosser
```

## Mots commençant par J
```
Jambo
 : jeu de carte

Jamboter
 : jouer à un jeu de carte

James
 : on dit LA JAMES pour désigner les officiers de la PJ ou Police Judiciaire ou P James. On dit aussi la Jamessy (lire Djamsi)

jeter
 : mentir

jumeau
 : pédé, homosexuel.

Jumpa
 : groove, sortie très alcoolisée

Je sens que oh
 : une expression utilisée pour marquer un étonnement
```

## Mots commençant par K
```
Kama
 : Maison, Lieu d'habitation, Résidence 

Kankan
 : haut niveau, dernier cri

Kao
 : Ressortissant de l’Afrique de l’Ouest 

Kiass
 : fauché (qui est sans argent)

Kief
 : neuf, neuve

Kinda
 : selon les cas il peut signifier dur, difficile, complexe (ex : la vie est kinda); dans un autre contexte peut designer une personne qui na pas peur qui est un showman ( il est kinda/ c'est un kindaboy ) 

Ket
 : Le marché de Mont-Bouët

Kala-kala
 : Depuis longtemps, depuis des années, Individu aux oreilles plus grandes que la moyenne.                  
Kwayce :
 Le fessier
```

## Mots commençant par L
```
Lass
 : Stupide, timide, sans courage. Argent (se dit “Le Lass”)

Losser
 : délirer, dérailler

lubrification
 : Faire l’amour à une fille qui a longtemps mis la cale.

Lui, l'autre là
 : Président, Chef de l'État

Lossman
 : Une personne qui délire, une personne qui déraille
```

## Mots commençant par M
```
Mabé
 : grave, chaud, se dit d’une situation complexe « l’affaire est mabé »

Mailler
 : voler, se battre, attraper (en flagrant délit) 

Malien
 : boutiquier 

Maloche
 : boutiquier 

Mangé
 : Personne embrouillée 

Manito (Manita)
 : terme servant à désigner un mec (ou une fille)

Mandjango
 : nul, vilain

Manké
 : acte manqué, offense 
Mapan’s:
 village en ville (matiti)

Marin
 : puceau ou célibataire endurci.

Masto
 : la masturbation, se masturber

Matéko
 : Truc 

Matrice
 : Mensonge 

Maudit
 : Être maudit = être drôle mais un peu trop

Mbaki
 : chanvre 

Mbala
 : chanvre

Mbeng
 : France 

Mbôm
 : Argent 

Mbut
 : Nul, fatigué 

Mérou
 : Fille 

Miche-miche
 : copine , fille

Miang
 : Argent 

Mougou
 : Se dit d’un mec sans classe et susceptible de se faire arnaquer par des 

Moussomphie
 : se dit d'une femme enceinte ou nouvellement mère

Moussoto
 : incirconcis

Mpiki
 : la malchance 

M.S.T.
 : Moyenne Sexuellement Transmissible

Mbite
 : acte sexuel, faire l'amour

Le Mbala
 : le cannabis.

Mbozi
 : personne dépourvu de beauté, vilain, laid
```

Mani : personne que l'on considère comme un ami

## Mots commençant par N
```
Nack
 : Le bar, la boisson

Ndami
 : le frangin

Ngori
  : gratuit(e)

Ndobaba
 : riche, bourgeois, patron

Ndongo
 : ivre, en état d'ébriété 

Nga
 : la go, la fille

Ngass
 : rapports sexuels

Ngara
 : le policier

Niang
 : pour dire qu'une personne homme/femme est jolie, belle(beau) " je suis mal niang" 

Niamsséler
 : la peur

Niamsoro
 : grand, grand-frère

Nien
 : Le risque, la peur, par extension ce mot sert à désigner les forces de Police. Policier (encore appelé condor ou  le prip comme quelqu'un stoppant des véhicules taxi  pour de l’arnaque)

Nguembe
 :état de pauvreté absolue 

Nionce
 : escroquer

Nixs
 : Problème

Njèlè Njèlè
 : Batéké

Le Ndjèlè
 : un téléphone portable

Le Ndjoka
 : L'alcool

Le ngué; le nguémbé
 : la misère, la pauvreté

Être Ngop
 : Être bien vêtu, être à la mode. C'est avoir la classe et le Style.

Ndoss
 : Le grand. Rusé ou malin en affaire.

Nga
 : fille, nerveuse fille 

Ntcham
 : bagarre, pas de danse.                      
Nang :
 Dormir
```

Ndama : jouer a un match de foot ball

## Mots commençant par O
```
Obalango
 : raté, fauché, être hors jeu. Être Obalango signifie être à côté de la plaque. Il peut aussi signifier être fauché, sans argent, etc.
```

Okulu : Frère / Sœur aîné(e) 
Ogoula :Les nouvelles. Les informations. (Quelles sont les OGOULA ?= Quelles sont les nouvelles) 
Ogoulaman :Le rapporteur, l'informateur.
```
Ombalo
 : le frangin

Ormi les wés
 : terme utilisé par un locuteur véridique synonyme de: sérieusement

Ouatara
 : (White) personne Blanche
```

## Mots commençant par P
```
P. Ja
 : Police Judiciaire 

P. C.
 : Petit côté
```

```
Pala :
 chaussure

Paraport
 : affaire privée, business qu’on ne veut pas ébruiter ; on dit J’étais dans un paraport.

Pia
 : Argent 

pin’s
 : Cicatrices 

Piner
 : Faire l’amour 

Pinguina
 : Le village (je retourne dans mon pinguina)

Pinki/pinkito
 : Un faux boy, se dit d'une personne sans valeur.

Pivot
 : Raccourci, Maison, quartier

Popoloko
 : Pop-corn

Pohpoh
 : propre, kinda, dosé
```

Poungou: Libreville 
le poko : le porno  

## Mots commençant par R
```
la R
 : la pute, la salope, la fille de joie, prostituée.

La ramène
 : le mensonge

Ramener
 : mentir

Ré
 : Mensonge
```

## Mots commençant par S
```
sail
 : sénégalais

sailandaise
 : sénégalaise
```

```
Santana
 : femme dangereuse 

Sciencer
 : Regarder

sonnage
 : acte de vol

sonner
 : Vol

Sia
 : cache, calme

States
 : Usa, le surnom d'un quartier populaire de Libreville (Akebé)

Sista; Sœur
```

```
Sia talanga
 : rester tranquille, se calmer, arrêter de s'agiter
```

Sui didi : silence total 

## Mots commençant par T
```
Taco-mpolo
 : Chanvre indien

Take
 : prendre

Tantale
 : Tante (sœur de ses parents)

Tantouse
 : Tante 

T.A.P.
 : Technique d’approche

Tashko
 : T-shirt.

Taper à Bana
 : prendre la fuite

Tata
 : Chanvre indien ou cannabis.

Tampis- Tampis
 : substance hallucinogène (herbe)

Tchaka
 ou 
Chozo
 : Chaussure

Tcharler
 : parler

Tchatche
 : Sachet.

Tchaï
 ou 
Tchibang-city
 : Ville de Tchibanga

Tchiza
 : maîtresse, concubine

Tchok
 : éméché(e), alcoolisé(e) 

Tchouk
 : Avoir un rapport sexuel

Tchop Tchop
 : le vol

Téco
 : Taxi, Clando

Tété
 : Nanti, riche, haute personnalité

Tok-tok
 : Téléphone portable

Tomber
 : arriver

Topo
 : Arrangement, drague

Tuée-tuée
 : fille facile, fille de mauvaise vie, Marie-couche toi là, Tchoin

Tempeter
 : Groover, faire la fête, frictionner, se faire voir.

Tracer
 : fuir, partir

Tchouboum
 : le raccourci, le lieu d'habitation, le quartier

Tamponaweka
 : se rencontrer, se croiser (on s'est tamponaweka)
```

Taper la moïse : parcourir une longue distance 

## Mots commençant par W
```
Watara: 
homme ou femme de peau blanche ou de teint clair.
```

```
Watch
 : le gardien
```

Waze : Parler, dire, avertir. Se rendre compte de. (Tu vas te waze) (synonyme de Wazatalanga)
```
West : homosexuel.
```

```
Wé
 : chose, truc

Wait
 : attendre

Wash
 : laver

Wise
 : un sage, quelqu'un de réfléchi

Washalanga
 : se laver, se baigner

Wazalanga
 : parler, s'exprimer (synonyme de 
Waze
)
```

## Sources
1. ↑  « LAS VEGAS SANDS CORP., a Nevada corporation, Plaintiff, v. UKNOWN REGISTRANTS OF www.wn0000.com, www.wn1111.com, www.wn2222.com, www.wn3333.com, www.wn4444.com, www.wn5555.com, www.wn6666.com, www.wn7777.com, www.wn8888.com, www.wn9999.com, www.112211.com, www.4456888.com, www.4489888.com, www.001148.com, and www.2289888.com, Defendants. », Gaming Law Review and Economics, vol. 20, no 10,‎ décembre 2016, p. 859–868 (ISSN 1097-5349 et 1941-5494, DOI 10.1089/glre.2016.201011, lire en ligne, consulté le 16 janvier 2025)

- « http://tolibangando.ning.com/page/tolifrancais-1 »(Archive.org • Wikiwix • Archive.is • Google • Que faire ?)
- « Sais-tu parler le français du Gabon ? », sur gabonculture.blogspot.fr (consulté le 28 avril 2014)
- Alice Aterianus-Owanga, « Rap et démocratie dans le Gabon contemporain. Les stratégies musicales d’invention du politique », Emulations, revue des jeunes chercheurs en sciences sociales, Centre de Recherches et d’Études Anthropologiques de l’Université Lyon 2 (France), no 9,‎ 2009 (lire en ligne)
- Lemien Lendzeyi, Le français des jeunes Gabonais de la rue : analyse linguistique et implications didactiques, Université Omar Bongo - Faculté des Lettres et Sciences Humaines - Département des Sciences du Langage, juin 2010 — Mémoire de maîtrise en sociolinguistique
- Slam avec musique de l'artiste Le wize sur YouTube
- Vidéo de la Lova Original Gangsta toujours en ligne